# Cercops compacta
Cercops compacta är en kräftdjursart. Cercops compacta ingår i släktet Cercops och familjen Paracercopidae. Inga underarter finns listade i Catalogue of Life.